# Calophyllum carrii
Espèce
Calophyllum carrii est une espèce de plantes à fleurs de la famille des Clusiaceae.

## Liste des variétés
Selon Catalogue of Life (9 avril 2019) et Tropicos (9 avril 2019) :
- variété Calophyllum carrii var. longigemmatum P.F. Stevens

## Publication originale
- Australian Journal of Botany 22: 360. 1974.